# Cephalaria gazipashensis
Cephalaria gazipashensis är en tvåhjärtbladig växtart. Cephalaria gazipashensis ingår i släktet jätteväddar, och familjen Dipsacaceae.

## Underarter
Arten delas in i följande underarter:
- C. g. gazipashensis
- C. g. pilifera